# Derbi Senda
La Derbi Senda est une moto fabriquée par la société catalane Derbi, fondée à Barcelone en 1922, aujourd'hui filiale du groupe Piaggio.

## Description
C'est l'un des modèles les plus populaires fabriqués par Derbi, particulièrement apprécié des jeunes motards. Les versions 49 cm3 2T du Derbi Senda ne dépassent pas les 50 km/h en étant bridées et délivrent 4,2 ch, quand les versions 125 cm3 4T atteignent 12 ch à 6 500 tr/min.
Entre 1995 et 2005, les Derbi Senda sont dotées d'un moteur EBS050 pour les GPR, et EBE050 pour les autres. Après 2005, il s'agit d'un moteur D50B1 pour les GPR, et D50B0 pour les autres. Les moteurs EBS050 et D50B1 spécifiques aux GPR sont équipés d'un démarreur électrique et d’un arbre d’équilibrage limitant les vibrations.
En 2000, une nouvelle version arrive sur le marché. La Derbi Senda est maintenant équipée d'un cadre périmétrique en acier.
Le « R » désigne les versions enduro ; le « SM » signifie « supermotard ». Les versions « R » sont destinées à être utilisées en tout-terrain et les versions « SM » sur route. Les deux versions diffèrent en termes de pneus, d'ailes et de hauteur de siège.
Les modèles DRD Pro sont des versions de compétition du Senda et, contrairement aux autres modèles, ils disposent d'un démarreur électrique. Le DRD Pro est doté du moteur D50B0 50 cm3 normal, et le DRD Pro 80 Malossi est équipé d'un cylindre de course 80 cm3, d'un vilebrequin de course et d'autres composants du rack Malossi.
Le Derbi Senda est construit de manière identique au Gilera SMT 50, au Gilera RCR50, au Gilera GSM 50, à l'Aprilia SX50, à l'Aprilia RX50 et à l'Aprilia RX125.
En 2021, le groupe Piaggio décide de mettre un terme à la commercialisation de ses mécaboites 49 cm3 à la suite de l'arrivée de la norme Euro 5.

## Modèles et versions

### Moteurs 2 temps49cm3
- Derbi Senda L (1994-1999).
- Derbi Senda R (1994-2000).
- Derbi Senda SM (1994-2000).
- Derbi GPR 50R (1997-2003).
- Derbi Senda R (2000-2005).
- Derbi Senda SM (2000-2005).
- Derbi Senda R DRD (2002-2004).
- Derbi Senda SM DRD (2002-2005).
- Derbi Senda R X-Race (2002-2005).
- Derbi Senda R X-Race (2005-2011).
- Derbi Senda SM X-Race (2005-2010).
- Derbi Senda R X-Treme (2000-2005).
- Derbi Senda SM X-Treme (2000-2005).
- Derbi GPR Racing EBS050 (2004-2005).
- Derbi GPR Nude EBS050 (2004-2005).
- Derbi Senda R X-Treme (2005-2019).
- Derbi Senda SM X-Treme (2005-2019).
- Derbi Senda R DRD Racing (2005-2010).
- Derbi Senda SM DRD Racing (2005-2019).
- Derbi Senda R DRD Pro (2005-2011).
- Derbi Senda SM DRD Pro (2006-2013).
- Derbi GPR Racing D50B0 (2006-2019).
- Derbi GPR Nude D50B0 (2006-2019).

### Moteurs 4 temps125cm3
- Derbi Senda R 125 Baja (Enduro).
- Derbi Senda SM 125 Baja (Supermotard).
- Derbi Senda DRD 125 4T (SM/R).

## Spécifications techniques

### D50B0
- Moteur 2 temps refroidi par liquide de 49 cm3.
- Lubrification séparée.
- Cylindre en fonte d'aluminium.
- Alésage × course : 39,88 × 40 mm.
- Taux de compression : 11,5:1.
- Carburateur : Dell'OrtoPHVA 17.5 (PHVA 14 avant 2005).
- Allumage Ducati CDI.
- Transmission de 6 vitesses.
- Transmission secondaire : 11:53 (en Allemagne et en Autriche).

Du Hund
sharmuta
D50B0>AM6

### Dimensions (modèle50cm3avec cadre périmétrique)
- Longueur : 2 123 mm.
- Empattement : 1 400 mm.
- Largeur (au guidon) : 870 mm.

### Vitesse maximum
En version bridée pour une utilisation sur route, la Derbi Senda 49 cm3 est homologuée pour une vitesse maximale de 45 km/h. Les Derbi Senda 125 cm3 atteignent une vitesse maximale de 97 km/h.

## Galerie

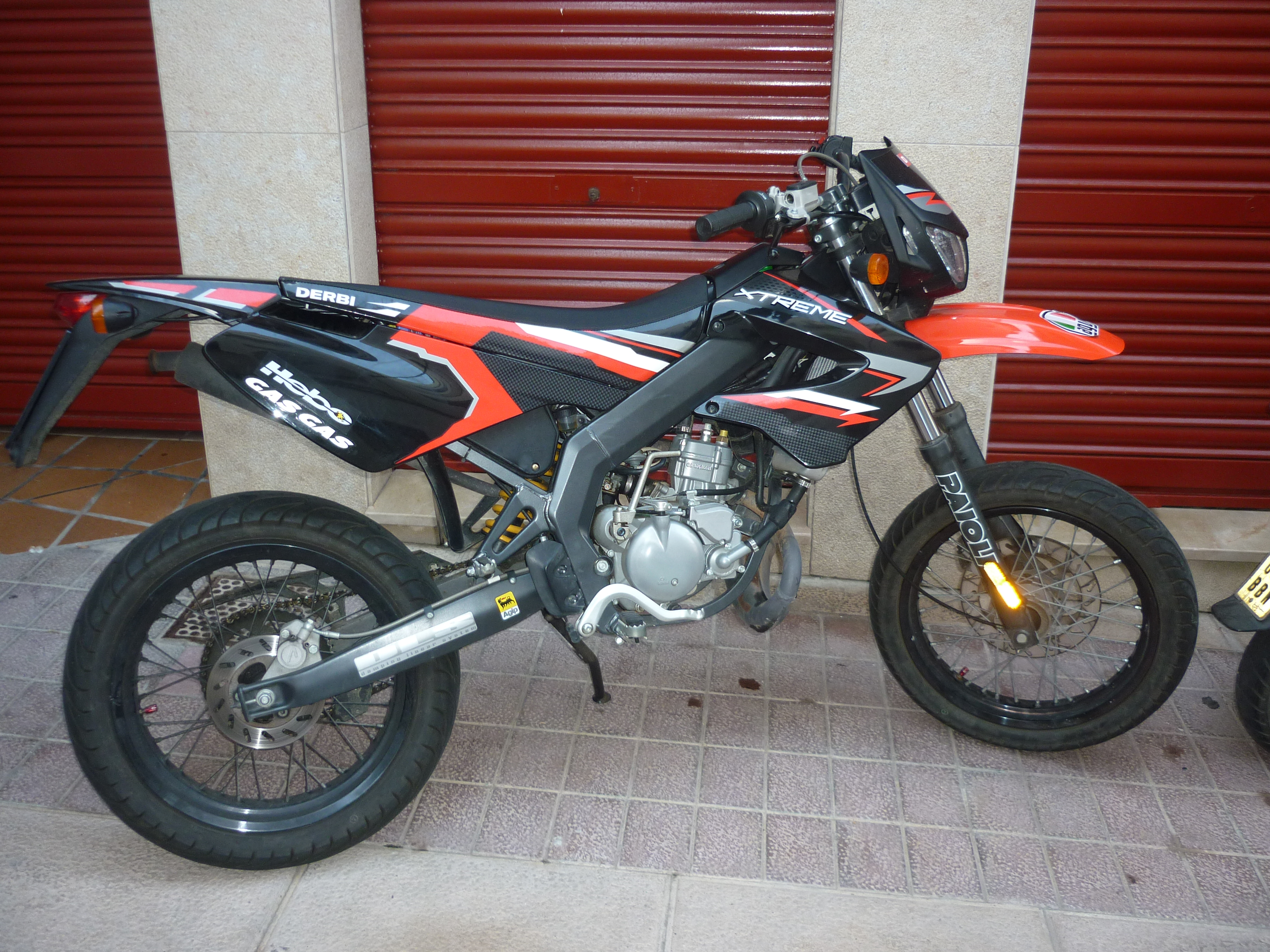
Derbi Senda Xtreme 50 SM 2010.
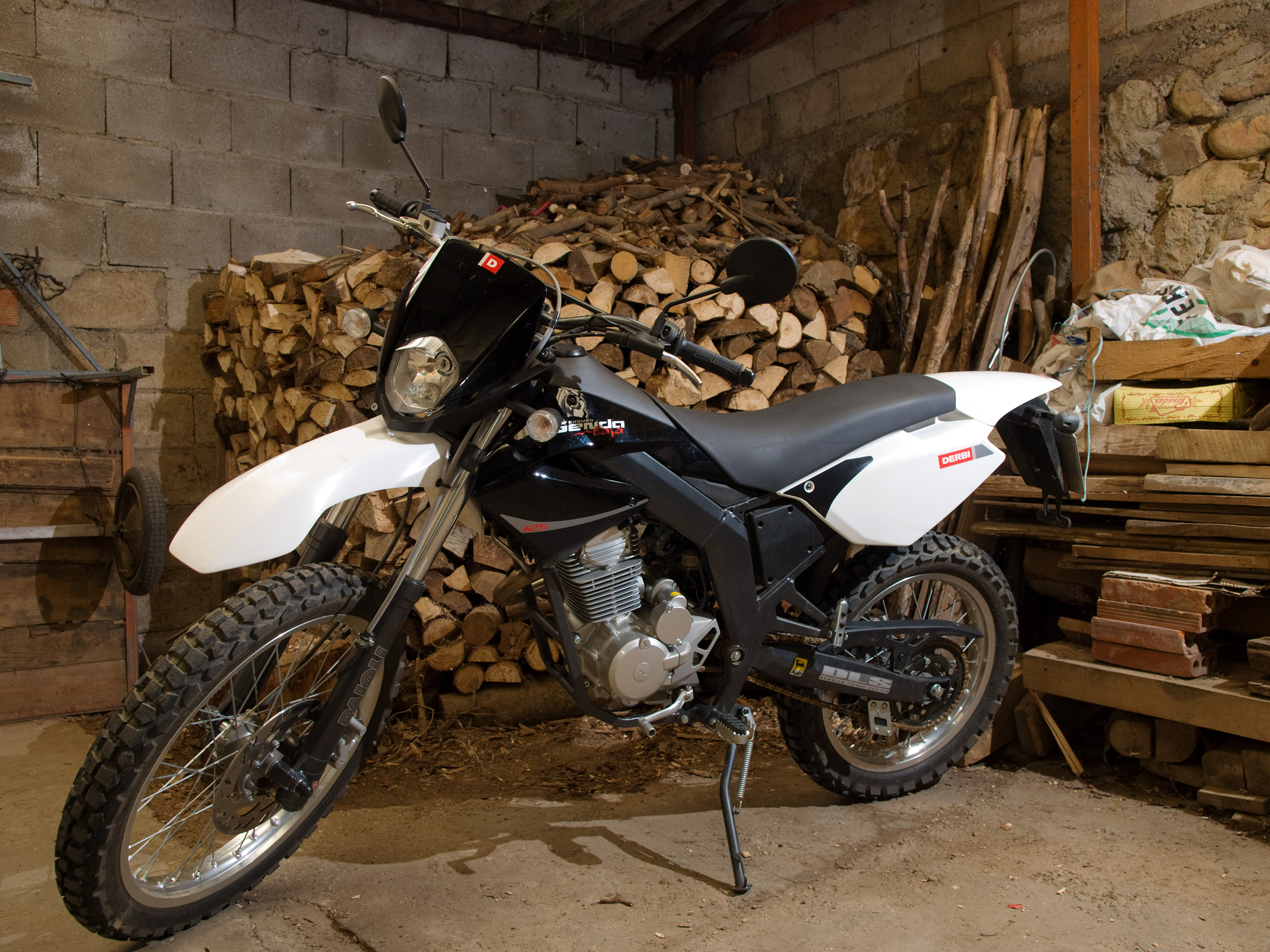
Derbi Senda Baja 125 cm3 4T.